# Џанг Сју
Џанг Сји, (кин: 张旭; пин: Zhāng Xù), (тачни датуми непознати, вероватно између 658. и 750, активан у периоду 710 — 750), рођен у префектури Ву у данашњој провинцији Ђијанг-су; име по пунолетству: Бо-гао (伯高, Bógāo); кинески калиграф и песник из периода династије Танг. У првим годинама од оснивања династије Танг, радио је у државној служби у једној од префектура.

## Стил
Џанг Сји се сматра узорним уметником травнатог стила кинеске калиграфија и творцем дубоко индивидуалистичког дивљег травнатог стила. Дивљи (или луди) травнати стил карактеристичан је по брзим, смелим и слободним потезима и цењен је управо због уметничке слободе коју отелотворује. Џангов травнати стил одликује се луцидним облицима карактера, пренаглашеним контрастом између дебелих и танких потеза, и изразитом емоционалношћу.
У „Новим историјским записима династије Танг“ (свитак 202) записано је да је Џанг Сји волео да ствара када се напије, и баш тако је настао и дивљи травнати стил. Зато га је чувени песник Ду Фу уврстио у „осам бесмртника пијанства“. Забележено је и да је Џанг понекад, услед инспирације током пијанства, уместо четкице за писање користио косу. „Стари историјски записи династије Танг“ (свитак 190) говоре да његов стил „обилује варијацијама, као да му духови помажу“.
Међутим, Џанг Сји није стварао само у травнатом стилу. Будући по женској линији унук познатог калиграфа Лу Ђијен-џ’-a био је учен и вешт и у „класичном“ штампаном стилу. Ово показује да је и његов индивидуалистички и слободни стил ипак имао јаку основу у традиционалним калиграфским вештинама.
Цар Вен-цунг из династије Танг прогласио је Џанг Сјиову калиграфију, Ли Бајеву поезију и Пеј Минов плес са мачем за „Три савршенства“ односно „Три врхунска талента“, 三绝, sān jué. (Запис о Ли Бају, „Нови историјски записи династије Танг“)
Осим калиграфије, сачувано је и шест његових песама, у класичном ш’ стилу једна са пет слогова и пет песама са седам слогова.

## Дела
Његова најпознатија сачувана калиграфска дела су:
- „Четири речи о старим песмама“
- „Предговор Запису на каменом стубу од чиновника Ланга“
- „Хиљаду знакова“
- Свитак „Бол у стомаку“
- „Композиција у тузи јесењег ваздуха“
- Свитак „Позне године“

Његове сачуване песме су:
- Пловидба чамцем по бистром потоку
- Поток бресквиног цвета
- Пролећна трава
- Врба
- Киша на пролећном излету
- Пут на планину у госте